# 佛像分形

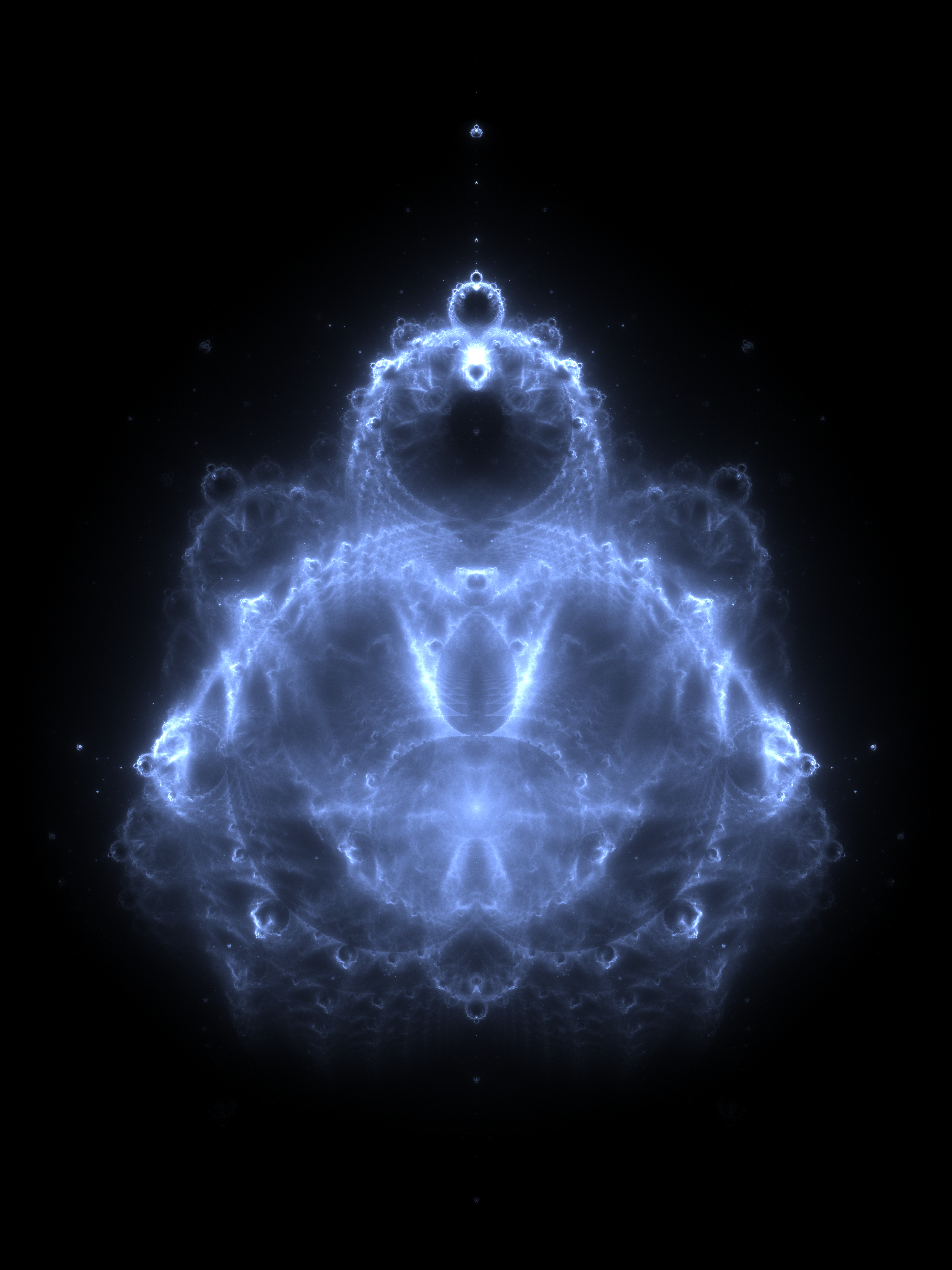
迭代至20,000次的佛像分形。

佛像分形是一个曼德博集合的分形呈现技术。它的名称反映了它给人一种佛像的错觉，仿佛是释迦牟尼佛，以冥想的姿势坐着，前额有一标记并戴着传统的头饰。